# Томский завод измерительной аппаратуры
Томский завод измерительной аппаратуры (ТЗИА) —  машиностроительное предприятие в Томске.

## История
Создан 22 марта 1942 года как Государственный союзный завод № 625 (другие использовавшиеся в 1942—1966 годах наименования: ГСЗ-625 или почтовый ящик № 111) на базе частично эвакуированного в Томск с началом Великой Отечественной войны ленинградского завода «Радист» и «Московского радиозавода № 2 НКО». Производство было развёрнуто на площадях бывшей артели «Лабораторприбор». Численность работников в 1942 году составляла 315 человек (из них 44 эвакуированных), главным конструктором завода был В. Н. Кенсон (Кенигсон), первым директором — А. Громов. Выпуск готовой продукции начат в январе 1942 года, завод быстро вышел на проектную мощность. Всего за годы войны было выпущено 55 950 миноискателей, 27154 комплекта радиооборудования для танков, а также медицинские радиозонды и другое оборудование. 
В послевоенные годы завод выпускал радиоприёмники, электродинамические системы «Сибирь» и «Рекорд», ламповые монтажные панели, авиационные гарнитуры, трансформаторы. С 1952 года начат выпуск измерительной аппаратуры. Было создано собственное конструкторское бюро (1957), построены новые производственные корпуса.
В 1966 году предприятие получило название «Томский завод измерительной аппаратуры» Министерства электротехнической промышленности СССР.
С 1963 по 1979 годы директором завода был Николай Алексеевич Кукин, впоследствии, в 1979—1996 годах, руководивший Томским радиотехническим заводом, председатель совета старейшин города Томска. В 1986 году главным инженером завода, а потом и его директором, стал Вячеслав Наговицын, впоследствии работавший заместителем губернатора и председателем правительства Томской области и ставший в 2007 году президентом Республики Бурятии.
С конца 1960-х годов на предприятии разрабатывались металлодетекторы — приборы для обнаружения металлических предметов, в частности, при прохождении контроля пассажирами в  аэропортах, а также для обнаружения металлических предметов на конвейерах подачи под размол глины — для предприятий производящих строительные материалы.
В 1980-х годах продолжалось социальное развитие микрорайона компактного проживания работников предприятия. В том числе, завод взял на себя решение, для них и для значительной части Ленинского района Томска, проблемы проводной телефонизации квартир.
С 1990 года госплановский оборонный заказ был прекращён, предприятия оборонной промышленности на территории бывшего СССР оказались предоставлены сами себе[прояснить] и свободному рынку.
В 1990-х годах по программе конверсии и развития производства товаров народного потребления на заводе открылся цех по выделке меха и производству меховых изделий. В 1994 году завод был акционирован. Меры по диверсификации продукции, которые проводил главный инженер В.М. Кетов, позволили в 1990-е годы сохранить значительное количество квалифицированного производственного персонала: предприятие до 2000-х годов надеялось на восстановление государственного заказа на производство продукции  военного назначения.
Из-за финансовых трудностей предприятия, в 1990—2000-х годах многие производственные площади были проданы, на них размещены торговые центры и организации малого и среднего предпринимательства сферы бытового обслуживания. В начале 2000-х годов руководителем (генеральным директором) ТЗИА был В.Н. Жаржевский.
К 2007 году финансовые проблемы предприятия обострились,  налоговые органы осуществили жёсткий прессинг[прояснить]. Предприятие оказалось на грани закрытия.
В июле 2008 года президентом России Дмитрием Медведевым был утверждён список из 426 компаний, которые были переданы в состав государственной оборонной корпорации «Ростехнологии». В число 6 томских предприятий списка вошёл и ТЗИА (38 % акций, находящихся в государственной собственности).
В 2013 году на предприятии наметились признаки оздоровления (вырос объём производства товарной, увеличилась выручка, снизилась задолженность по заработной плате, стабилизировалась оплата труда). 
В 2014 году, ввиду отсутствия заказов и остановки производственной деятельности, завод был объявлен банкротом, выпуск продукции планируется восстановить на Томском приборном заводе.
На месте закрывшегося завода планируется постройка жилого комплекса площадью около 50 тыс. кв. метров.

## Местоположение
Предприятие располагалось в западной части Томска, в квартале между улицами Войкова и Пролетарской, а также граничила с переулками Тихим, Баранчуковским и Дербышевским. Официальный адрес: Улица Войкова, 51.

## Продукция
- Металлодетекторы и металлоискатели, в том числе:
  - ИМП-2 (Индукционный Миноискатель Полупроводниковый) — советский общевойсковой миноискатель, предназначенный для поиска противотанковых и противопехотных мин, установленных в грунт, снег или в бродах.
- Аппаратура связи.
- Товары народного потребления.

## Известные сотрудники
- Николай Яковлевич Дорохов (1920—1994) — слесарь-инструментальщик, ветеран Великой Отечественной войны, Герой Советского Союза.
- Владимир Максимович Кетов (1937—2018) — начальник производства ТЗИА (1964—1966); главный экономист (заместитель генерального директора по стратегическому развитию) завода в 1990-е годы. (С 1983 по 1990 годы, кроме того, занимал должность первого секретаря Томского горкома КПСС).
- Вячеслав Владимирович Наговицын (родился в 1956) — главный инженер, директор завода, впоследствии — руководитель Республики Бурятия[9] (2007—2017).